# Basislæge
En basislæge er en læge i klinisk basisuddannelse (KBU), som er det første ansættelsesforløb efter opnået lægeautorisation i Danmark. Klinisk basisuddannelse varer ét år og er et obligatorisk led i den lægelige videreuddannelse.
Basislæger arbejder under tæt supervision og roterer typisk mellem en hospitalsafdeling og en praksis- eller psykiatriplacering. Uddannelsen skal sikre praktisk erfaring med patientkontakt, journalføring, klinisk beslutningstagning og sundhedssektorens organisation.